# Vicky Holst Rasmussen
Vicky Holst Rasmussen (født 6. juli 1977) er en dansk socialdemokratisk politiker som har været borgmester i Egedal Kommune siden 1. januar 2022.
Vicky Holst Rasmussen har været byrådsmedlem i Egedal fra 2006. Hun blev ny spidskandidat for Socialdemokratiet i kommunen op til kommunalvalget 2021 hvor hun overtog positionen fra sin far, den daværende 1. viceborgmester Ib Sørensen. Efter valget var hun først med i en konstitueringsaftale indgået mellem Venstre, Socialdemokratiet, Konservative og Radikale Venstre som betød at den siddende borgmester Karsten Søndergaard blive forblive borgmester. Men aftalen holdt kun i tre dage, og den 20. november 2021 indgik Socialdemokratiet, Lokallisten Ny Egedal, Konservative, SF og Enhedslisten en ny konstitueringsaftale som gjorde Vicky Holst Rasmussen til ny borgmester.
Vicky Holst Rasmussen er gift og har 2 børn. Hun var faglig sagsbehandler i HK Kommunal fra 2009 til hun blev borgmester.
I juli 2023 blev hun ridder af Dannebrog.